# Équipe de Belgique de football en 1929
Maillots
Chronologie
Saison précédente Saison suivante
L'équipe de Belgique de football remporte deux matchs pour trois défaites en 1929. Le faible nombre de rencontres internationales pour les joueurs belges s'explique par la révélation de l'affaire d'espionnage du « faux d'Utrecht » qui exacerbe les tensions entre plusieurs pays européens et provoque un certain émoi au sein de la population.

## Résumé de la saison

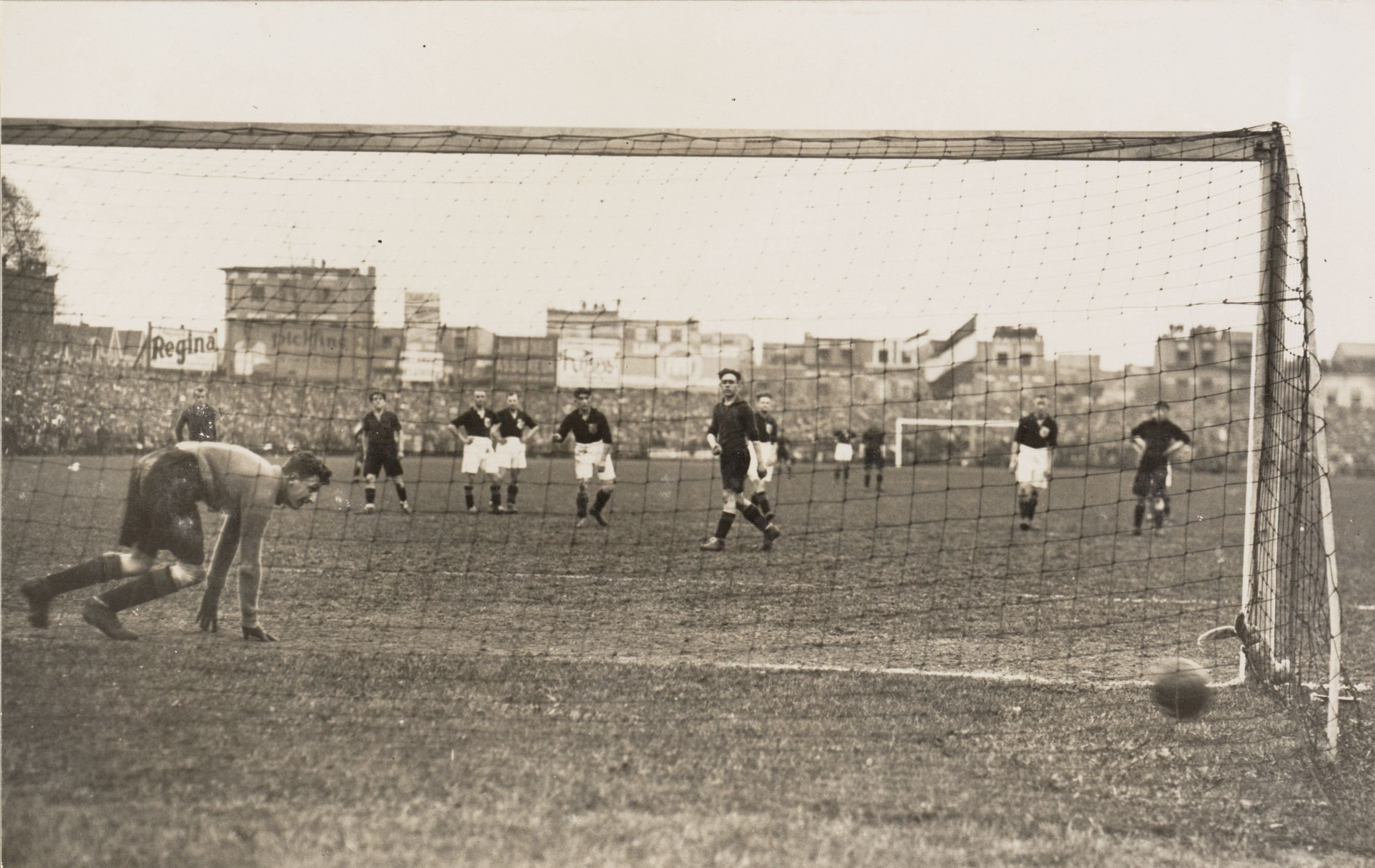
Raymond Braine inscrit le troisième but belge sur pénalité et ne laisse aucune chance au gardien batave, Gejus van der Meulen, lors de Belgique-Pays-Bas, le 5 mai 1929 à Anvers.

L'année 1929 débuta pour l'équipe de Belgique  par le report du traditionnel derby contre la sélection néerlandaise, planifié initialement le 19 mars, à la suite de la fameuse affaire du « faux d'Utrecht ». La Sûreté militaire belge, ancêtre du Service général du renseignement et de la sécurité (SGRS), avait tenté « d'intoxiquer » l'Abwehr grâce à un agent double, Albert Frank-Heine, censé remettre aux Allemands une fausse version (le « faux n°1 ») de l'accord militaire franco-belge de 1920, dont le texte était nécessairement resté secret, ainsi qu'une copie d'un accord anglo-belge imaginaire prévoyant d'attaquer l'Allemagne via le Limbourg hollandais. En même temps, la Sûreté avait tenté de discréditer le nationaliste flamand Ward Hermans en lui faisant remettre une version légèrement différente (le « faux n°2 ») et en espérant démontrer sa collusion avec Berlin. Mais Hermans fit publier le texte dans un journal d'Utrecht, ce qui créa un incident diplomatique belgo-néerlandais et obligea Bruxelles à reconnaître qu'il y avait eu production d'un faux.
L'Union belge avait dès lors pris la décision de remettre la rencontre à une date ultérieure, aussi bien en signe de protestation que par crainte de troubles.
Les Diables Rouges entament dès lors leur année sportive par un déplacement à Dublin pour y rencontrer l'État libre d'Irlande pour la seconde fois. L'issue sera identique à la première confrontation, c'est-à-dire une défaite avec quatre buts encaissés - dont notamment un triplé de John Joe Flood - si ce n'est que cette fois les Belges n'eurent pas l'occasion de marquer une seule fois.

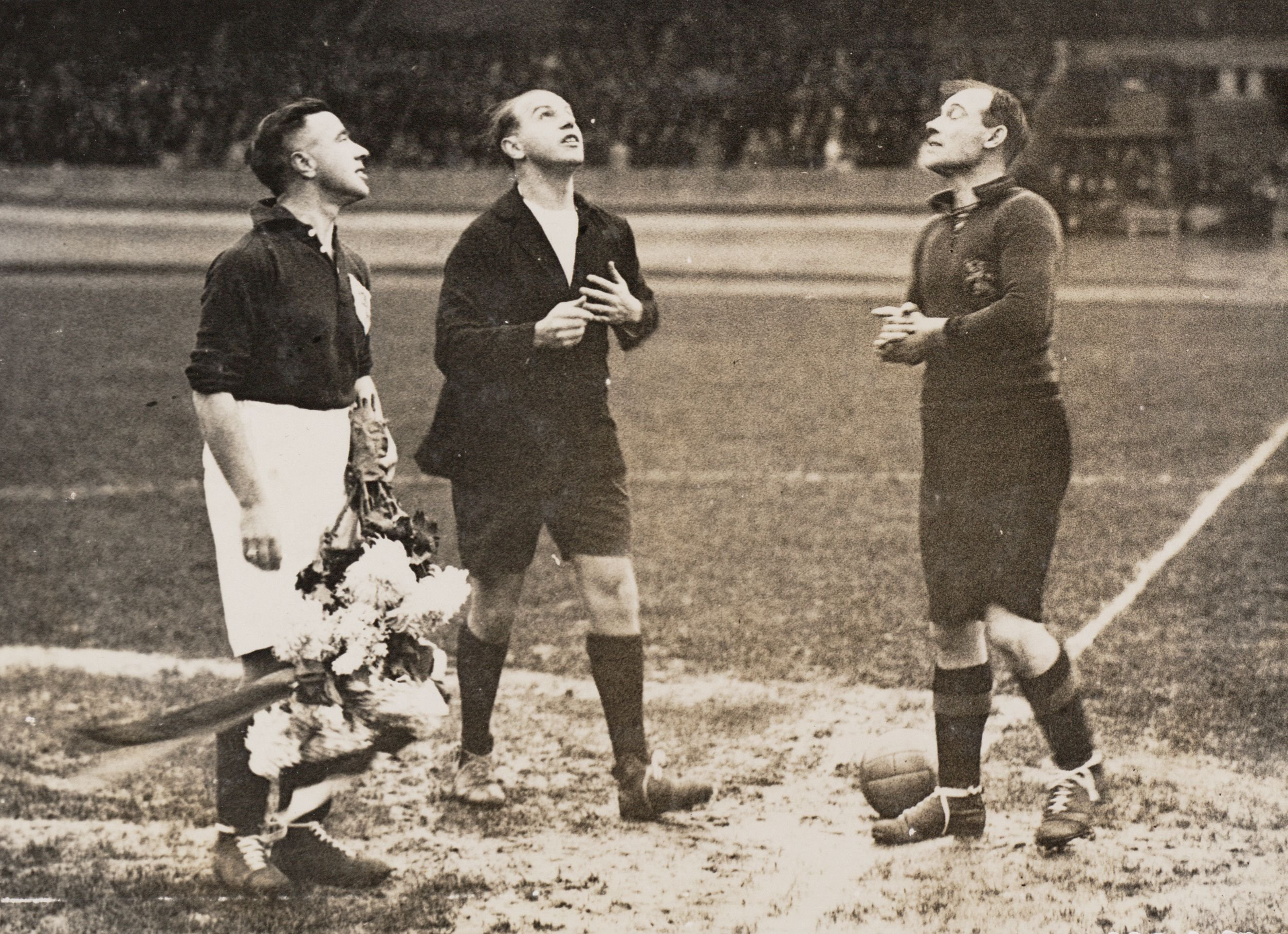
Les capitaines, et Florimond Vanhalme, encadrent l'arbitre suisse, Paul Ruoff, lors du toss le 8 décembre 1929 au Stade olympique d'Amsterdam.

Les tensions politiques diminuant quelque peu et le climat s'apaisant au sein de la population, la rencontre Belgique-Pays-Bas put finalement se dérouler le 5 mai à Anvers et c'est le pays hôte qui s'imposa (3-1).
Le 11 mai, c'est une sévère défaite que subit la Belgique face à l'Angleterre (1-5) dans les installations de l'Union. Lors de cette rencontre, George Camsell réussit l'exploit d'inscrire un quadruplé avant de réaliser quelques mois plus tard un hat trick lors d'une victoire (6-0) contre le pays de Galles. Camsell a disputé 9 rencontres sous le maillot de l'Angleterre, marquant 18 buts, et il reste dans les mémoires comme le buteur le plus prolifique dans l'histoire du football anglais.
Les Belges accueillent ensuite la France, quinze jours plus tard, dans le Stade Vélodrome de Rocourt. Les internationaux locaux s'imposent aisément (4-1), le revenant Désiré Bastin en profitant pour inscrire un doublé.
Le 16 juin, les Belges s'inclinent (4-1) face à la sélection officieuse hollandaise des Zwaluwen (nl) à l'occasion d'une partie non officielle morose et d'un niveau moyen qui se déroula au Sportpark Houtrust (nl) de La Haye devant 9 000 spectateurs environs.
En préparation pour la confrontation face aux Pays-Bas, la Belgique rencontre une sélection londonienne le 1er décembre sur La Butte et s'impose assez largement (7-3) lors d'une rencontre passionnante.
À l'occasion de son 40e anniversaire, la fédération néerlandaise de football (KNVB) invite les Diables Rouges à disputer un match amical à Amsterdam, le 8 décembre. Les Oranje s'imposent (1-0), mais cette rencontre ne fut toutefois pas reconnue comme officielle et ne figure donc pas dans les statistiques des deux équipes,.

## Les matchs
| Match amical                                                   | État libre d'Irlande | 4 - 0   | Belgique                           | Dalymount Park Dublin, Irlande                |                                               |
| 20 avril 1929 · 15:30 heure locale · Historique des rencontres |                      | (1 – 0) | Flood 32e 80e 89e · Byrne (en) 73e | Spectateurs : 12 000 Arbitrage : Stanley Rous | Spectateurs : 12 000 Arbitrage : Stanley Rous |
| 20 avril 1929 · 15:30 heure locale · Historique des rencontres | Rapport              |         |                                    | Spectateurs : 12 000 Arbitrage : Stanley Rous | Spectateurs : 12 000 Arbitrage : Stanley Rous |

| Match amical Coupe Van den Abeele                           | Belgique                                      | 3 - 1   | Pays-Bas    | Stade olympique Anvers, Belgique               |                                                |
| 5 mai 1929 · 15:30 heure locale · Historique des rencontres | R. Braine 40e 73e (pen.) · Vanderbauwhede 49e | (1 – 0) | Bakhuys 54e | Spectateurs : 30 000 Arbitrage : Reginald Rudd | Spectateurs : 30 000 Arbitrage : Reginald Rudd |
| 5 mai 1929 · 15:30 heure locale · Historique des rencontres | Rapport                                       |         |             | Spectateurs : 30 000 Arbitrage : Reginald Rudd | Spectateurs : 30 000 Arbitrage : Reginald Rudd |

| Match amical                                                 | Belgique     | 1 - 5   | Angleterre                                   | Stade du Parc Duden Forest, Belgique                  |                                                       |
| 11 mai 1929 · 17:00 heure locale · Historique des rencontres | Moeschal 88e | (0 – 3) | Camsell 32e 34e 37e (pen.) · Carter (en) 64e | Spectateurs : 35 000 Arbitrage : Achille Gama Malcher | Spectateurs : 35 000 Arbitrage : Achille Gama Malcher |
| 11 mai 1929 · 17:00 heure locale · Historique des rencontres | Rapport      |         |                                              | Spectateurs : 35 000 Arbitrage : Achille Gama Malcher | Spectateurs : 35 000 Arbitrage : Achille Gama Malcher |

| Match amical                                                 | Belgique                                           | 4 - 1   | France       | Stade Vélodrome Oscar Flesch Liège, Belgique |                                              |
| 26 mai 1929 · 16:00 heure locale · Historique des rencontres | Vanderbauwhede 6e · R. Braine 10e · Bastin 49e 74e | (2 – 0) | Devaquez 81e | Spectateurs : 20 000 Arbitrage : René Mercet | Spectateurs : 20 000 Arbitrage : René Mercet |
| 26 mai 1929 · 16:00 heure locale · Historique des rencontres | Rapport                                            |         |              | Spectateurs : 20 000 Arbitrage : René Mercet | Spectateurs : 20 000 Arbitrage : René Mercet |

| Non officiel                                                     | Pays-Bas   | 1 - 0   | Belgique | Stade olympique Amsterdam, Pays-Bas         |                                             |
| 8 décembre 1929 · 14:00 heure locale · Historique des rencontres | Bakhuys 3e | (1 – 0) |          | Spectateurs : 26 000 Arbitrage : Paul Ruoff | Spectateurs : 26 000 Arbitrage : Paul Ruoff |

Note : Ce match amical fut organisé pour célébrer le 40e anniversaire de la fédération néerlandaise de football (KNVB) mais ne fut pas reconnu comme rencontre officielle et ne figure donc pas dans les statistiques officielles des deux équipes.

## Les joueurs
| Joueurs               | Joueurs                  | Amical | Amical | Amical | Amical | Non officiel |
| --------------------- | ------------------------ | ------ | ------ | ------ | ------ | ------------ |
| Gardiens de but       |                          |        |        |        |        |              |
| Louis Somers          | Royal Antwerp FC         | 90     |        |        | 90     |              |
| Jean De Bie           | Racing Club de Bruxelles |        | 90     | 90     |        | 90           |
| Défenseurs            |                          |        |        |        |        |              |
| Théodore Nouwens      | Racing Club de Malines   | 90     | 90     | 90     |        |              |
| Nicolas Hoydonckx     | Excelsior FC Hasselt     | 90     | 90     | 90     | 90     | 90           |
| Henri Van Averbeke    | R Beerschot AC           | 90     | 90     | 90     | 90     | 90           |
| Jules Lavigne         | Racing Club de Bruxelles |        |        |        | 90     | 90           |
| Milieux               |                          |        |        |        |        |              |
| Florimond Vanhalme    | RCS Brugeois             | 90     | 90     | 90     | 90     | 90           |
| Gustave Boesman       | ARA La Gantoise          | 90     | 90     | 90     | 90     |              |
| Pierre Braine         | R Beerschot AC           | 90     | 90     | 90     | 90     | 90           |
| Henri Van Poucke      | RCS Brugeois             |        |        |        |        | 90           |
| Victor Michiels       | Racing Club de Malines   |        |        |        |        | 90           |
| Attaquants            |                          |        |        |        |        |              |
| Michel Vanderbauwhede | RCS Brugeois             | 90     | 90     | 90     | 90     |              |
| Raymond Braine        | R Beerschot AC           | 90     | 90     | 90     | 90     |              |
| Jacques Moeschal      | Racing Club de Bruxelles | 90     | 90     | 90     | 90     | 90           |
| Jan Diddens           | Racing Club de Malines   | 90     | 90     | 90     |        |              |
| Désiré Bastin         | Royal Antwerp FC         |        |        |        | 90     | 90           |
| Bernard Voorhoof      | Liersche SK              |        |        |        |        | 90           |

1. 1 2  Dernière sélection officielle pour le joueur.
2. ↑  Premier but officiel pour le joueur.

## Sources